# Teichodontium rusbyanum
Teichodontium rusbyanum là một loài Rêu trong họ Orthotrichaceae. Loài này được (E. Britton) Müll. Hal. miêu tả khoa học đầu tiên năm 1897.